# Marcel Regamey
Marcel Regamey (* 19. August 1905 in Lausanne; † 23. Juni 1982 in Epalinges, heimatberechtigt in Lausanne und Savigny) war ein Schweizer Politiker der Ligue vaudoise. Er vertrat den an das Bildungsbürgertum gerichteten hauptsächlich antisemitisch motivierten Rechtsextremismus einer «extrême droite distinguée».

## Leben
Marcel Regamey studierte Rechtswissenschaften an der Universität Lausanne und promovierte im Jahr 1929 zum Doktor. 1932 erhielt er das Anwaltspatent.
Im Jahr 1919 gründete er die Bewegung Ordre et Tradition (Ordnung und Tradition), welche 1933 in Ligue vaudoise umbenannt wurde, und war bis 1977 deren Präsident. Gemeinsam mit Alphonse Morel und Victor de Gautard war er ab dem 17. Januar 1931 Redakteur der Zeitschrift La Nation. Regamey vertrat antisemitische und korporatistische Ansichten. Er galt als Anhänger einer autoritären Staatsauffassung und war begeistert von den Ideen von Charles Maurras. Er setzte sich für den Föderalismus und die Souveränität der Kantone ein und vertrat zuweilen einen «ultraföderalistischen» Standpunkt. Mit diesen Standpunkten trat er auch als Unterstützer  des Ordre national neuchâtelois auf.
Er unterschrieb im Jahr 1940 die Eingabe der Zweihundert. Zusammen mit Paul Chaudet startete er die Volksinitiative «für die Rückkehr zur direkten Demokratie», welche 1949 vom Schweizer Stimmvolk angenommen wurde. Ferner verfasste Marcel Regamey zahlreiche politische, philosophische und theologische Musik- und Kunstkritiken. Er war 1957 Verwaltungsrat des Kammerorchester Lausanne, 1960 der Synode aller reformierten Kirchen des Kantons Waadt und war von 1966 bis 1968 Präsident der Waadtländer Anwaltskammer. Im Jahr 1987 wurde die «Fondation Marcel Regamey» gegründet.